# Enicospilus strigilatus
Enicospilus strigilatus là một loài tò vò trong họ Ichneumonidae.